# Nordine Kourichi
Nordine Kourichi (en arabe : نور الدين قريشي), né le 12 avril 1954 à Ostricourt (Nord), est un footballeur international algérien.
Il compte 30 sélections en équipe nationale entre 1980 et 1986.

## Biographie
Révélé à Mantes, ce joueur de grande taille (il mesure 1,92 m pour 87 kg) évolue au poste d'arrière central à Valenciennes à partir de 1976. Arrivé comme stagiaire, il est très vite remarqué par ses qualités défensives de rigueur et d'agressivité. Il brille par son jeu de tête et ses tacles appuyés. 
Il passe professionnel l'année suivante dans le club nordiste et est repéré par les dirigeants de l'équipe nationale d'Algérie. Il est alors sélectionné le 28 décembre 1980 pour un match de qualification de Coupe du monde (Soudan-Algérie, 1-1). 
En 1981, il rejoint l'équipe des Girondins de Bordeaux et poursuit parallèlement sa carrière internationale. Il participe au mondial 1982 en Espagne, dont le match resté célèbre, Algérie-Allemagne (2-1). En juillet 1982, il rejoint Lille où il reste quatre saisons. Avec l'Algérie, «la tour défensive lilloise» est demi-finaliste de la CAN en 1984, et participe encore à la Coupe du monde en 1986,.
Noureddine Kourichi compte 250 matchs professionnels en France pour 18 buts. Il participe au grand Jubilé Roger Milla en 1988 au Cameroun.
Titulaire du diplôme d'entraîneur depuis 2002, il entraîne notamment l'équipe B du Paris FC. Depuis 2006, il dirige les joueurs du Football Club Mantois 78 qui évolue en CFA2.
Le 1er juillet 2011, il devient l'adjoint de Vahid Halilhodžić à la tête de la sélection algérienne.

## Carrière

### Formation
- ...-...   : Ca Romainville
- 1964-1971 : Poissy
- 1971-1973 : Les Mureaux
- 1973-1976 : CA Mantes

### Professionnel
- 1976-1981 : US Valenciennes-Anzin  France
- 1981-1982 : Girondins de Bordeaux  France
- 1982-1986 : Lille OSC  France
- 1986-1987 : FC Martigny  Suisse
- 1988-1990 : AS Bayeux  France

## Statistiques
| Annee | Club         | Nb Match | Nb Entree en jeux | Nb Buts | Nb Cartons |
| ----- | ------------ | -------- | ----------------- | ------- | ---------- |
| 1978  | Valenciennes | 17       |                   | 1       | 1          |
| 1979  | Valenciennes | 21       |                   |         |            |
| 1980  | Valenciennes | 31       | 2                 | 6       | 2          |
| 1981  | Valenciennes | 32       | 3                 | 4       | 3          |
| 1982  | Bordeaux     | 21       | 2                 | 1       | 4          |
| 1983  | Lille        | 18       |                   | 1       | 2          |
| 1984  | Lille        | 8        |                   | 2       |            |
| 1985  | Lille        | 37       |                   | 1       | 7          |
| 1986  | Lille        | 23       | 4                 | 1       | 5          |

Nordine KOURICHI a joué 219 matchs en ligue 1 et a participé à 9 saisons.
Nordine KOURICHI a joué dans 3 clubs différents.

## Entraîneur
- Equipe première Suresnes 1996
- Réserve Paris FC
- depuis 2006 : FC Mantes  France
- 1er juillet 2011- 2014 : Adjoint de Vahid Halilhodžić à la tête de la sélection algérienne.
- Entraîneur en 2015 de l'A.S Poissy équipe évoluant en Championnat de France Amateur.

## Palmarès

### EnÉquipe d'Algérie
- 30 sélections et 2 buts de 1980 à 1986
- Participation à la Coupe du Monde en 1982 (Premier Tour) et en 1986 (Premier Tour)
- Participation à la Coupe d'Afrique des Nations en 1984 (3e)

## Sources
- Jacques Ferran et Jean-Philippe Réthacker, Football 85-86, Les guides de l'Équipe, 1985: "Dictionnaire de la Division 1", page 42.
- Rouge et blanc, le magazine du VAFC, 14/12/200 (VAFC-Auxerre), "Que sont-ils-devenus ?", entretien avec le joueur, page 7.